# Liste der Naturschutzgebiete in Mülheim an der Ruhr

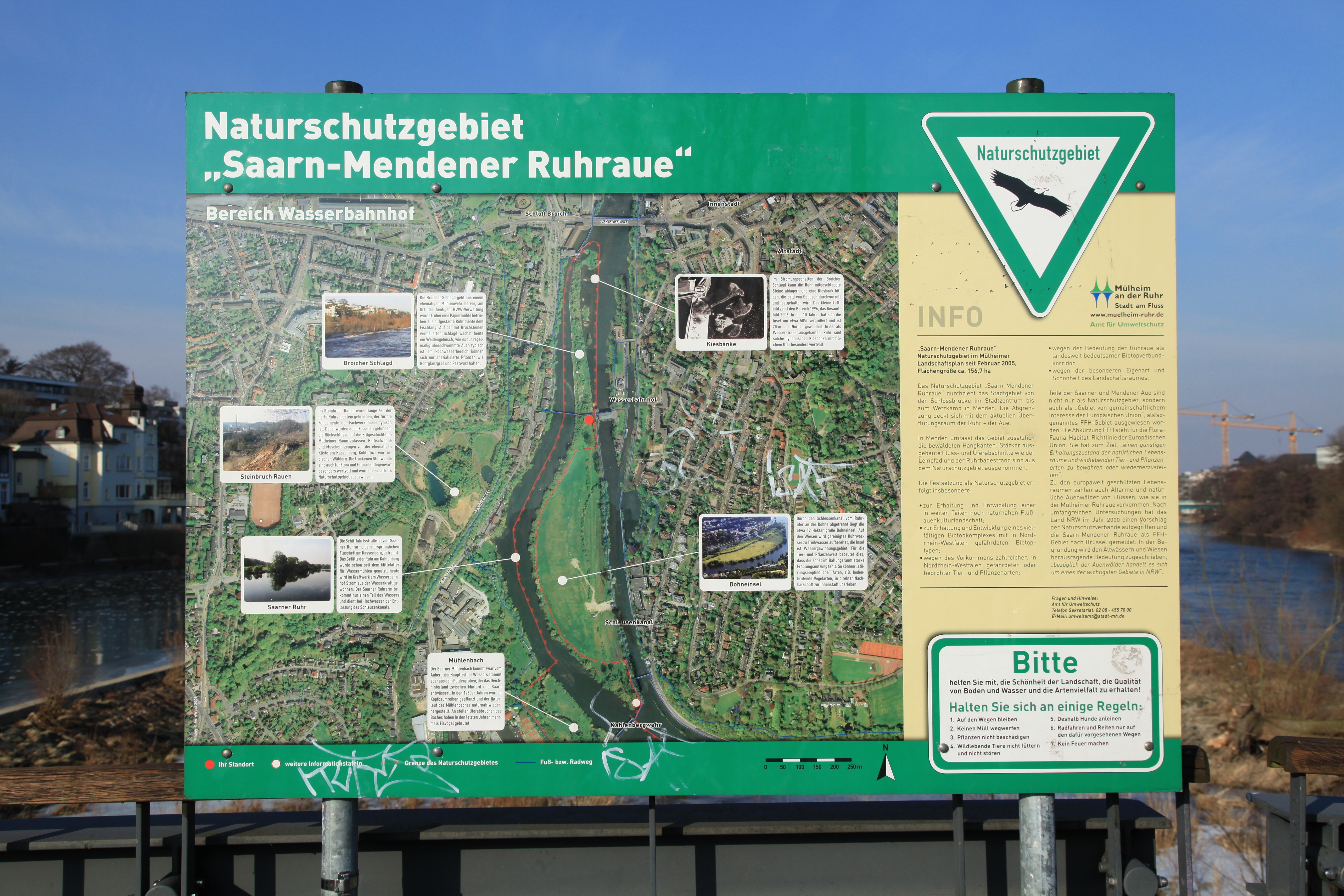
Infotafel zum NSG Saarn-Mendener Ruhraue

Die Liste der Naturschutzgebiete in Mülheim an der Ruhr enthält die Naturschutzgebiete (NSG) der kreisfreien Stadt Mülheim an der Ruhr in Nordrhein-Westfalen.
Rechtliche Grundlagen der NSG-Ausweisungen sind das Bundesnaturschutzgesetz und das Landesnaturschutzgesetz NRW. Das maßgebliche Rechtswerk, in dem Details zu allen Naturschutzgebieten in Mülheim an der Ruhr festgesetzt sind, ist der seit 2005 rechtskräftige städtische Landschaftsplan (LP) einschließlich seither erfolgter Änderungen.
Der zuvor gültige, 1982 in Kraft getretene erste Landschaftsplan enthielt vier Naturschutzgebiete.
Mit dem 2005 neuaufgestellten Landschaftsplan wurde die Zahl der Naturschutzgebiete auf 18 erhöht. Ein weiteres NSG wurde 2012 mit der ersten Änderung des neuen Landschaftsplans ausgewiesen.

## Liste
| Kennung | Gebietsname                                                     | lfd. Nr. im LP | CDDA/WDPA-Code                        | Fläche in ha | Bild           |
| ------- | --------------------------------------------------------------- | -------------- | ------------------------------------- | ------------ | -------------- |
| MH-002  | Saarn-Mendener Ruhraue                                          | 2.1.2.4        | 82469                                 | ca. 156,7    | weitere Bilder |
| MH-003  | Rohmbachtal und Rossenbecktal (siehe Rossenbeck)                | 2.1.2.14       | 329595                                | ca. 86,5     | weitere Bilder |
| MH-004  | Wambachtal und Oembergmoor (siehe Wambach)                      | 2.1.2.10       | 82864                                 | ca. 194,6    | weitere Bilder |
| MH-005  | Hexbachtal (siehe Hexbachtal)                                   | 2.1.2.1        | 329431                                | ca. 4,2      | weitere Bilder |
| MH-006  | Winkhauser Bachtal                                              | 2.1.2.2        | 329725                                | ca. 10,2     | weitere Bilder |
| MH-007  | Styrumer Ruhraue                                                | 2.1.2.3        | 329662                                | ca. 138,5    | weitere Bilder |
| MH-008  | Steinbruch Rauen (siehe Steinbruch Rauen)                       | 2.1.2.5        | 329647                                | ca. 8,9      |                |
| MH-009  | Rumbachtal, Gothenbach, Schlippenbach                           | 2.1.2.6        | 329608                                | ca. 72,8     | weitere Bilder |
| MH-011  | Schengerholzbachtal (siehe Schengerholzbach)                    | 2.1.2.8        | 329613                                | ca. 35,7     |                |
| MH-012  | Hangquellen an der Tannenstraße                                 | 2.1.2.9        | 329412                                | ca. 74,6     | weitere Bilder |
| MH-013  | Rottbachtal                                                     | 2.1.2.11       | 329601                                | ca. 65,4     |                |
| MH-014  | Auberg und Oberläufe des Wambaches                              | 2.1.2.12       | (329557) Name und Abgrenzung veraltet | ca. 74,9     | weitere Bilder |
| MH-015  | Ruhrtalhang am Auberg                                           | 2.1.2.13       | 329607                                | ca. 47,5     | weitere Bilder |
| MH-016  | Forstbachtal (siehe Forstbach)                                  | 2.1.2.7        | 329379                                | ca. 34,6     | weitere Bilder |
| MH-017  | Quellenhang in der Lintorfer Mark                               | 2.1.2.18       | 329578                                | ca. 104,0    |                |
| MH-018  | Zinsbachtal                                                     | 2.1.2.15       | 344788                                | ca. 11,7     | weitere Bilder |
| MH-019  | Mintarder Ruhrtalhang und Mintarder Berg (siehe Mintarder Berg) | 2.1.2.16       | 344727                                | ca. 28,9     | weitere Bilder |
| MH-020  | Untere Kettwiger Ruhraue                                        | 2.1.2.17       | 344799                                | ca. 4,3      | weitere Bilder |
| MH-021  | Schmitterbachtal                                                | 2.1.2.19       | 555588685                             | ca. 37,6     | weitere Bilder |

## Ehemalige NSG-Kennungen und -Namen
| Kennung | Gebietsname                           | Erläuterung |
| ------- | ------------------------------------- | --- |
| MH-001  | Kocks Loch                            | 1982 als NSG festgesetzt, aufgegangen im größeren NSG „Saarn-Mendener Ruhraue“ (MH-002)                                                                                             |
| MH-002  | Saarner Aue                           | 1982 als NSG festgesetzt, erweitert und umbenannt in NSG „Saarn-Mendener Ruhraue“ (MH-002)                                                                                          |
| MH-003  | Rossenbecktal                         | 1982 als NSG festgesetzt, etwas erweitert und umbenannt in „Rohmbachtal und Rossenbecktal“ (MH-003)                                                                                 |
| MH-004  | Wambachniederung                      | 1982 als NSG festgesetzt, erweitert und umbenannt in „Wambachtal und Oembergmoor“ (MH-004)                                                                                          |
| MH-0??  | Mülheimer Ruhraue                     | unklar: aufgeteilt und aufgegangen in den beiden NSG „Saarn-Mendener Ruhraue“ (MH-002) und „Untere Kettwiger Ruhraue“ (MH-020), eventuell auch nur Entwurfsversion eines NSG-Namens |
| MH-0??  | Ruhraue zwischen Mülheim und Duisburg | unklar: erweitert und umbenannt in bzw. aufgegangen im NSG „Styrumer Ruhraue“ (MH-007) oder eventuell nur Entwurfsversion des NSG-Namens                                            |
| MH-0??  | Rumbachtal                            | unklar: erweitert und umbenannt in „Rumbachtal, Gothenbach, Schlippenbach“ (MH-009) oder eventuell nur Entwurfsversion des NSG-Namens                                               |
| MH-010  | ?                                     | ? |
| MH-014  | Oberläufe des Wambaches               | erweitert und umbenannt in „Auberg und Oberläufe des Wambaches“ (MH-014) |
| MH-015  | Auberghang                            | unklar: umbenannt in NSG „Ruhrtalhang am Auberg“ (MH-015) oder eventuell nur Entwurfsversion des NSG-Namens                                                                         |
| MH-0??  | Mintard                               | unklar: umbenannt in „Mintarder Ruhrtalhang und Mintarder Berg“ (MH-019) oder eventuell nur Entwurfsversion des NSG-Namens                                                          |